# Cerotachina
Cerotachina är ett släkte av tvåvingar. Cerotachina ingår i familjen parasitflugor.
Kladogram enligt Catalogue of Life:
| Cerotachina | \| \| Cerotachina albula \| \| \| \| \| \| Cerotachina elegantula \| \| \| \| |
|             | \| \| Cerotachina albula \| \| \| \| \| \| Cerotachina elegantula \| \| \| \| |
|             | Cerotachina albula                                                            |
|             |                                                                               |
|             | Cerotachina elegantula                                                        |
|             |                                                                               |